# Marcello Giombini
Marcello Giombini est un compositeur italien né le 8 juillet 1928 à Rome et mort le 12 décembre 2003 à Assise. Il est connu pour avoir composé les musiques des films Sabata et Le Retour de Sabata.

## Biographie
Il fut d'abord organiste dans une église de Rome, tout en poursuivant une activité de musicologue. Il composa à partir de 1961 de nombreuses musiques de films (dont beaucoup de westerns spaghetti, notamment celles de la trilogie Sabata), apparaissant parfois sous les pseudonymes de Marcus Griffin ou Pluto Kennedy, mais arrêta cette activité en 1985. Parallèlement, il a composé de très nombreuses musiques religieuses, dont une Messa dei giovani (créée en 1966), des psaumes et des cantates. Il s'intéressait également beaucoup à la musique électronique et aux innovations musicales.

## Filmographie
- 1962 : Les Sept Gladiateurs (I sette gladiatori)
- 1962 : La Marche sur Rome (La marcia su Roma)
- 1965 : Quatre Hommes à abattre (I quattro inesorabili) de Primo Zeglio
- 1966 : Per qualche dollaro in meno de Mario Mattoli
- 1966 : Duel au couteau
- 1969 : Sabata
- 1969 : Les Sept Bâtards (Quella dannata pattuglia) de Roberto Bianchi Montero
- 1971 : Le retour de Sabata
- 1971 : Acquasanta Joe de Mario Gariazzo
- 1972 : Le Couteau de glace (Il coltello di ghiaccio) d'Umberto Lenzi
- 1972 : La Maison de la brune (La mansión de la niebla)
- 1974 : Zelda d'Alberto Cavallone
- 1976 : Emanuelle de l'île Taboo (it) (La spiaggia del desiderio) d'Enzo D'Ambrosio (it)
- 1980 : Antropophagus
- 1980 : La Nuit fantastique des morts-vivants (Le notti erotiche dei morti vivanti)
- 1982 : Panique
- 1985 : Les Orgies de Caligula (Roma. L'antica chiave dei sensi)